# Beilstein (Mosel)

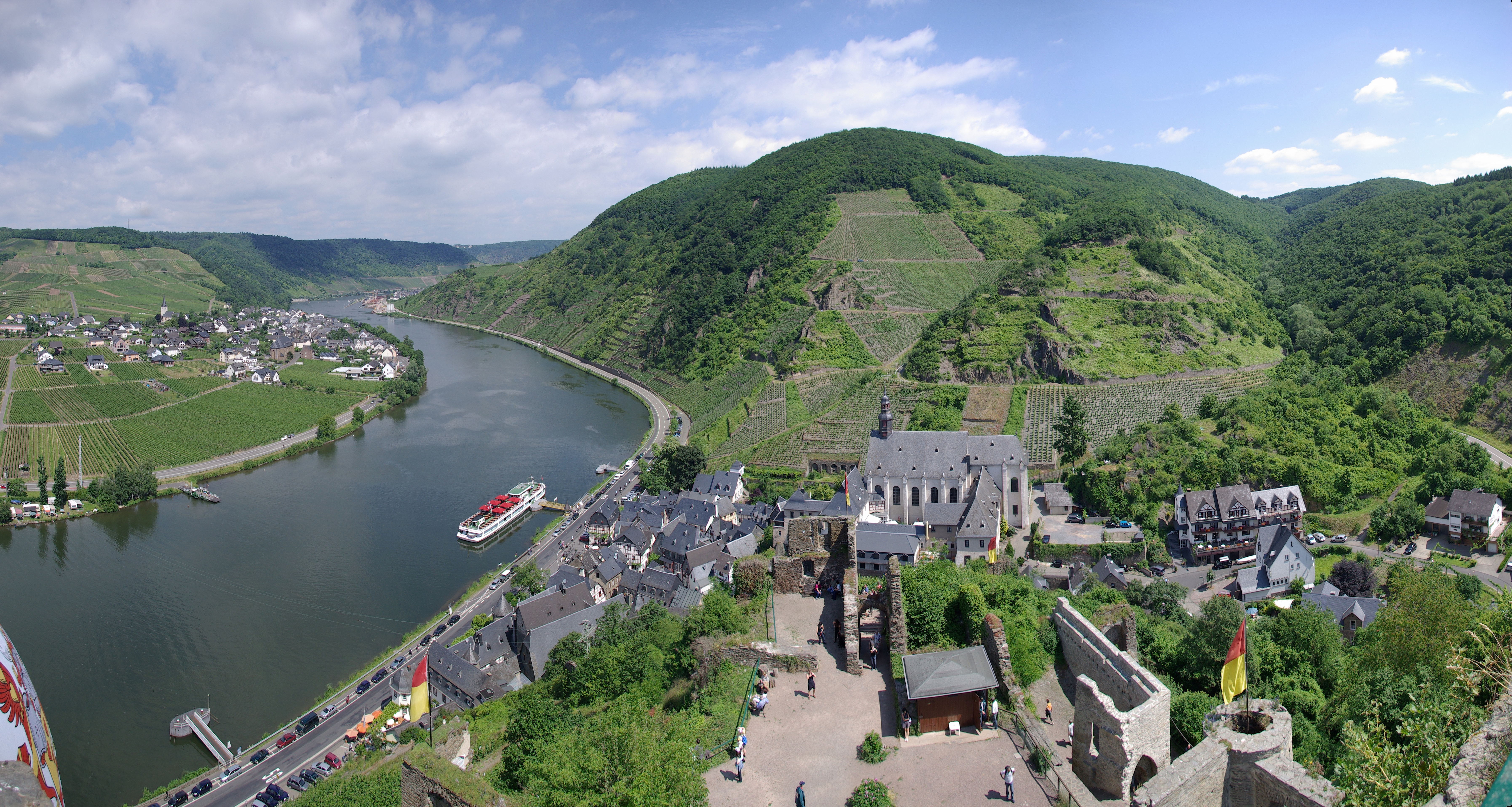
Panoramă dinspre Castelul Metternich

Beilstein (Mosel) este o comună din landul Renania-Palatinat, Germania. Orașul este înfrățit cu orașul Rădăuți din România.
1. ↑  Alle politisch selbständigen Gemeinden mit ausgewählten Merkmalen am 31.12.2018 (4. Quartal) (în germană), Statistisches Bundesamt[*], arhivat din original la 10 martie 2019, accesat în 10 martie 2019